# Irina Andréyeva
Irina Alexándrovna Andréyeva (en ruso: Ирина Александровна Андреева; Moscú, 26 de septiembre de 1994) es una deportista rusa que compite en piragüismo en la modalidad de aguas tranquilas.
Ganó dos medallas en el Campeonato Mundial de Piragüismo, oro en 2021 y plata en 2017, y ocho medallas en el Campeonato Europeo de Piragüismo entre los años 2014 y 2021.
Participó en los Juegos Olímpicos de Tokio 2020, ocupando el octavo lugar en la prueba de C2 500 m.

## Palmarés internacional
| Campeonato Mundial | Campeonato Mundial       | Campeonato Mundial | Campeonato Mundial |
| Año                | Lugar                    | Medalla            | Competición        |
| ------------------ | ------------------------ | ------------------ | ------------------ |
| 2017               | Račice (República Checa) | Medalla de plata   | C2 500 m           |
| 2021               | Copenhague (Dinamarca)   | Medalla de oro     | C2 200 m mixto     |
| Campeonato Europeo |                          |                    |                    |
| Año                | Lugar                    | Medalla            | Competición        |
| 2014               | Brandeburgo (Alemania)   | Medalla de bronce  | C1 200 m           |
| 2015               | Račice (República Checa) | Medalla de bronce  | C1 200 m           |
| 2015               | Račice (República Checa) | Medalla de bronce  | C2 500 m           |
| 2016               | Moscú (Rusia)            | Medalla de plata   | C2 500 m           |
| 2017               | Plovdiv (Bulgaria)       | Medalla de bronce  | C2 500 m           |
| 2018               | Belgrado (Serbia)        | Medalla de bronce  | C2 200 m           |
| 2018               | Belgrado (Serbia)        | Medalla de bronce  | C2 500 m           |
| 2021               | Poznań (Polonia)         | Medalla de oro     | C2 200 m           |